# Dope (гурт)
Dope — американський метал-гурт з Нью-Йорка, утворений у 1997 році. Гурт випустив сім повноформатних студійних альбомів, останній з яких, Blood Money Part Zer0, вийшов у лютому 2023 року. Наразі до складу гурту входять засновник і вокаліст Едсел Доуп, гітарист Вірус, басист Ейсі Слейд та барабанщик Деніел Фокс.

## Історія

### Ранній період (1997—1998)
Гурт був заснований у 1997 році автором пісень та вокалістом Едселом Доупом. У дитинстві Едсел та його брат Саймон Доуп були розлучені, після того як їхні батьки розлучилися. Коли вони стали дорослими, вони возз'єдналися, і Саймон приєднався до гурту Едсела, граючи на клавішах, семплах та перкусії. Потім пара найняла Слоана Джентрі як гітариста, Престона Неша як барабанщика та Тріппа Айзена як басиста.
На відміну від багатьох популярних гуртів 1990-х, Dope сформував своє звучання під впливом хеві-метал гуртів і поєднали його зі звучанням індастріал-рок гуртів, які здійняли хвилю на початку десятиліття, таких як Ministry та Skinny Puppy.
У перші дні існування гурт продавав наркотики, щоб вижити та придбати інструменти. Крім того, назва гурту «Dope» відсилає до героїну, який був поширеною речовиною, яку Едсел і Саймон продавали по всьому Нью-Йорку, про що свідчить дизайн їхніх ранніх футболок, на яких були помітні голки для підшкірних ін'єкцій.
Гурт також мав деякі ранні зв'язки з рокером Мериліном Менсоном; колишній барабанщик Джинджер Фіш ділив квартиру з Едселом Доупом у Лас-Вегасі на початку 1990-х, ще до того, як вони стали учасниками своїх гуртів. Крім того, гітарист Зім Зам дозволив гурту заявити на обкладинці своїх промо-дисків, що вони «наразі продюсуються Зім Замом», щоб допомогти їм укласти контракт на запис. Спочатку планувалося, що Zum продюсуватиме їхній дебютний альбом. Однак у той час він був зайнятий записом альбому Mechanical Animals. Вокаліст Едсел також підтримував добрі дружні стосунки з екс-гітаристом «Менсона» Дейзі Берковіц.

### Felons and Revolutionaries(1999—2000)
Felons and Revolutionaries був створений після виступів у нью-йоркських клубах і випуску кількох промо-касет, після чого гурт підписав контракт з лейблом Epic Records. Для запису альбому Слоан Джентрі покинув гурт, Тріпп Айзен перейшов на гітару, а Ейсі Слейд був залучений на бас-гітару. Альбом містив чотирнадцять треків, включаючи два кавери: «Fuck tha Police» гурту N.W.A та «You Spin Me Round (Like a Record)» англійського гурту нової-хвилі Dead or Alive, яка з'явилася у фільмі «Американський психопат». «Debonaire» також увійшла до саундтреку до фільму «Крик 3» та першого фільму «Форсаж» під час поліцейського рейду до будинку Джонні Трэна.
Dope багато гастролював, взявши участь у кількох національних турах з різними виконавцями від Еліса Купера до Кід Рока. Це допомогло Felons and Revolutionaries SoundScan відсканувати понад 250 000 одиниць продукції.
Живе відео на пісню «Sick» було записано, щоб передати енергетику живого виступу гурту. Першим синглом і не концертним промо-відео, випущеним гуртом з альбому, стала пісня «Everything Sucks», яка не потрапила до чартів. Другий сингл, кавер на пісню «You Spin Me Round», привернув до гурту більше уваги, його почали крутити на радіо, і він досяг 37 місця в американському хіт-параді мейнстрім-року.

### Life(2001—2002)
Після відносного успіху дебютного альбому Dope вирішили записати наступний під назвою Life. У складі гурту знову відбулося кілька змін: Тріпп Айзен був звільнений з гурту і приєднався до індастріал-метал гурту Static-X, тож Virus, гітарист/продюсер з Нью-Йорка, який спочатку був найнятий на бас-гітару, замінив його на гітарі у 2000 році. Ейсі Слейд був переміщений на позицію гітариста, а Слоан Джентрі (який залишився другом гурту) повернувся до складу, цього разу на бас-гітарі. На барабанах Престона Неша замінив Расі «Скетчі» Шей.
Два сингли з альбому «Life» — «Now or Never» і «Slipping Away» — досягли 28 і 29 місця в чартах Mainstream Rock відповідно. Сам альбом досяг 180 місця в чартах Billboard і 6 місця в Top Heatseekers, що до цього моменту було найвищим показником для гурту. Після виходу альбому Саймон Доуп покинув гурт, щоб продовжити кар'єру продюсера відеоігор.
Пісня «Debonaire» з першого альбому була використана у фільмі «Форсаж». Більше саундтреків Dope зробили у 2002 році, коли гурт записав головну пісню голови WWE Вінса Макмена «No Chance» для аудіорелізу WWF Forceable Entry. Музика Dope раніше використовувалася як фонова тема в ECW, а Rhino також використовував «Debonaire» як свою вступну тему.
Приблизно в цей період Едсел Доуп також публічно конкурував з гуртом Murderdolls, особливо з вокалістом Wednesday 13. У ранній версії цього гурту на барабанах грав Racci Shay, а під назвою Murderdolls — Tripp Eisen. Гітарист Dope Ейсі Слейд покинув гурт і приєднався до Murderdolls у середині 2002 року.

### Group TherapyandAmerican Apathy(2003—2007)
Розчаровані недостатньою промоцією альбому лейблом, гурт покинув Epic Records. Гурт підписав контракт з Recon Records, який пізніше був викуплений незалежним нью-йоркським лейблом Artemis Records. Третій студійний альбом Dope отримав назву Group Therapy. Пісня з цього альбому, Today is the Day, стала офіційною піснею-темою платної події WWE No Mercy 2003 року в жовтні.
До 2005 року Dope знову перегрупувалися, у гурту з'явився новий басист, Брайан «Брікс» Мілнер (колишній гітарист і клавішник орландського гурту Skrape). Для свого нового альбому під назвою «American Apathy» гурт повернувся до більш жорсткого звучання, схожого в деяких аспектах на дебютний, в стилі індастріал-метал. Незважаючи на те, що альбом вийшов через вісім років після заснування гурту, чотири альбоми на незалежному лейблі, «American Apathy» займав високі позиції в хіт-парадах. Це був хіт № 1 у чарті Top Heatseekers, вперше в історії гурту, а також найвища позиція гурту в чарті Billboard на сьогоднішній день.
Бен Грейвс з Murderdolls приєднався до Dope концертним барабанщиком під час туру по Японії. У 2006 році басист Dope Брікс Мілнер грав у сольному гурті фронтмена Murderdolls Wednesday 13, замінивши травмованого Кіда Кіда. Едсел Доп і Вірус стали учасниками альтернативного поп-рок сайд-проекту під назвою Makeshift Romeo.
У квітні 2006 року Dope підписали контракт із лейблом V2 Records. Однак у січні 2007 року всі записи V2, включно з Dope, були розірвані.

### No Regrets(2008—2012)
No Regrets — п'ятий студійний альбом гурту. Реліз альбому відбувся 10 березня 2009 року. Альбом дебютував на 88 місці з 6,200 проданими копіями за перший тиждень, що зробило його найбільш продаваним альбомом в історії гурту. Цей диск відрізняється від попередніх релізів тим, що назва платівки повторюється у багатьох піснях, включаючи «Dirty World», «My Funeral», «We Are» та заголовний трек. «Addiction» — третій сингл з альбому. Пісня містить гітарне соло запрошеного музиканта Закка Вайлда.
Dope завершили весняний тур Сполученими Штатами, який тривав понад два місяці і включав 22 концерти. Тріпп Лі грав на бас-гітарі (хоча Брікс все ще числиться у складі гурту, і, схоже, сумнівається, що він повернеться), а також приєднався новий барабанщик на ім'я Енджел Бартолотта, який раніше грав у гуртах Pig і The Genitorturers.
15 жовтня 2008 року було оголошено, що перший сингл з No Regrets називається «Violence». Наразі пісню можна послухати на MySpace гурту. На «Violence» буде знято музичне відео, відповідно до зображення, яке гурт вибрав для обкладинки альбому. Один з треків альбому був випущений в кінці 2007 року в грі Guitar Hero III: Legends of Rock. Guitar Hero III включає пісню Dope під назвою «Nothing for Me Here» в бонусний список і згадує, що вона буде на майбутньому альбомі гурту.
Десь на початку 2009 року Dope оновили свій офіційний сайт, на якому тепер розміщено промо-версію альбому «No Regrets», реліз якого відбувся 10 березня 2009 року. Прев'ю восьми треків з нового альбому можна послухати через музичний плеєр на сайті. Крім того, на сайті можна переглянути повне відео на сингл Addiction, в якому знявся Закк Вайлд з Black Label Society і відомий гітарист Оззі Осборн. Один з треків нового альбому — кавер на сингл Біллі Айдола «Rebel Yell».
29 липня 2008 року Dope випустив American Apathy Reloaded — CD з реміксами та альтернативними версіями пісень з American Apathy, а також концертний DVD.
Dope випустили відео на другий сингл з альбому, «6-6-Sick».
Пісня «Nothing for Me Here» увійшла до відеогри Guitar Hero III: Legends of Rock як бонус-трек, таким чином, оригінальна дата виходу пісні — 2007 рік, за 2 роки до виходу No Regrets.
Virus, лідер-гітарист, викладає гітару/бас у Школі року Пола Гріна у Форт-Вашингтоні, штат Пенсильванія.
Virus також продюсує перспективні гурти і пише музику для теле- та відеоігрових компаній, таких як Activision, Disney та ESPN.
У 2011 році Dope виступали на фестивалі Gathering of the Juggalos.
12 серпня 2011 року Dope виступали на фестивалі Mojoes у місті Джолієт, штат Іллінойс.
У 2012 році Virus приєднався до гурту Девіда Дреймана Device.

### Blood Money Part 1 + Part Zer0(2013–теперішній час)
19 вересня 2013 року гурт офіційно випустив тизер на пісню «Drug Music» з майбутнього шостого студійного альбому під назвою «Blood Money» на своїй сторінці у Facebook. Спочатку реліз альбому був запланований на березень 2014 року. Однак в інтерв'ю з Ді Джей Нельсон було сказано, що реліз відбудеться влітку. Кліп на перший сингл альбому «Selfish» був випущений 26 серпня 2014 року, коли фронтмен Едсел Доуп оголосив, що Blood Money буде складатися з двох частин. У 2015 році Dope оголосили дати возз'єднавчого туру «Die Mother Fucker Die», в якому візьмуть участь класичний склад гурту: Едсел Доуп, Вірус, Ейсі Слейд і Рейчі Шей. Dope також записали свій перший концертний альбом у Москві, в якому взяли участь четверо давніх друзів і колег по гурту. Концертний альбом Dope під назвою «Live In Moscow» був випущений влітку 2016 року завдяки фан-фінансуванню на сайті гурту, де всі, хто зробив попереднє замовлення на концертний альбом та/або долучився до збору коштів, отримували своє ім'я у лінкнігу альбому, а згодом віртуальний термометр на сайті зростав у міру того, як фанати робили покупки на сайті. Термометр показував би загальний прогрес у досягненні різних цілей збору коштів, таких як випуск концертного DVD і турне до Великої Британії та Європи.
Після виходу свого першого концертного альбому гурт оголосив, що восени 2016 року випустить довгоочікуваний альбом «Blood Money, Part 1», також заявивши, що друга частина «Blood Money» не матиме таких тривалих затримок, як перша частина.
Dope випустили офіційне відео на заголовний трек двосерійного альбому «Blood Money» 16 липня 2016 року. Другий сингл з альбому під назвою «Hold On» був випущений 26 серпня 2016 року, так само як і офіційне відео. Частина 1 «Blood Money» була офіційно випущена 28 жовтня 2016 року на лейблі eOne Entertainment.
Після виходу «Blood Money, Part 1» Dope відправилися в турне Росією і Великобританією хедлайнером, а також виступили з класичним складом, представленим у турі «Die Mother Fucker Die Reunion». На цей реюніон-тур повернулися гітарист Virus, барабанщик Racci Shay і басист Acey Slade.
На початку 2017 року Dope опублікували дати гастролей на весну 2017 року, гастролюючи з хедлайнерами Combichrist і гуртами на розігріві September Mourning і Davey Suicide. Вони також опублікували нові дати туру на осінь 2017 року, цього разу з Hed PE.
У 2019 році Dope гастролювали зі Static-X, DevilDriver, Wednesday 13 і Raven Black у США. У 2023 році вони стали частиною туру Rise of the Machine зі Static-X, Fear Factory, Mushroomhead і Twiztid.
19 липня 2022 року гурт анонсував «Blood Money Part Zer0», приквел до «Blood Money, Part 1», для безкоштовного цифрового завантаження з метою його виходу у 2023 році. Того ж дня гурт також поділився піснями «No Respect» та «Believe». 22 серпня 2022 року на YouTube з'явився кліп на пісню «Believe». 7 вересня вийшов третій новий сингл з альбому Blood Money Part Zer0, «Fuck It Up».
7 грудня 2022 року Dope випустили міні-альбом «Best Of Me», до якого увійшли 4 пісні.
25 січня 2023 року Dope випустили міні-альбом «Dive», до якого увійшли раніше видані сингли.
7 лютого 2023 року Dope випустили міні-альбом «Dead World», до якого увійшли вищезгадані сингли.
14 лютого 2023 року Dope випустили міні-альбом «Lovesong», до якого увійшли попередні сингли, а також кавер на пісню The Cure «Lovesong». 24 лютого 2023 року Dope випустили «Blood Money Part Zer0» для безкоштовного цифрового завантаження.

## Музичний стиль, впливи та тексти пісень
Dope описують як альтернативний метал, ню-метал та індастріал-метал. На Dope вплинули такі гурти, як Ministry, Nine Inch Nails, Kiss, Guns N' Roses, White Zombie та Mötley Crüe. Тексти пісень Dope відомі своєю непристойністю та агресивністю. У рецензії на альбом Dope «Felons and Revolutionaries» журнал NME писав: «В „Американському Пирозі“ хлопець засовує свій член в яблучний пиріг, щоб дати нам зрозуміти, що в основі американської мрії є щось гниле». Колишні в'язні брати Едсел і Саймон Доуп, напевно, поклали б в яблучний пиріг чийсь член, відрізали б його, обмазали б пиріг стрихніном і подали б його до обіднього столу Клінтона".
З точки зору композиції, гурт здебільшого покладається на простоту. Едсел Доуп описує одну зі своїх пісень «Pig Society» як пісню, яка «охоплює дух гурту в його основному розвитку. Злий, простий і повний середніх пальців».
Пісня гурту «Die MF Die» стала найпопулярнішою піснею гурту Dope, а також використовується під час військових операцій. Про пісню Едсел Доуп пояснив: «Це дуже прогресивна, але дуже весела пісня в стилі „язиком в щоку“. Мене справді вражає сила, яку ця пісня набула з роками, і те, як багато речей вона зробила набагато більше, ніж я коли-небудь міг собі уявити. Очевидно, ця пісня використовувалася як бойовий клич для багатьох солдатів під час війни в Іраку, а також використовувалася під час тренувань. Були й інші чутки, що вони використовували її під час допитів іракських військовополонених. Це досить агресивна пісня, від якої люди втрачають розум. Вона зажила зовсім іншим життям, про яке я ніколи не міг собі уявити».

## Учасники Гурту

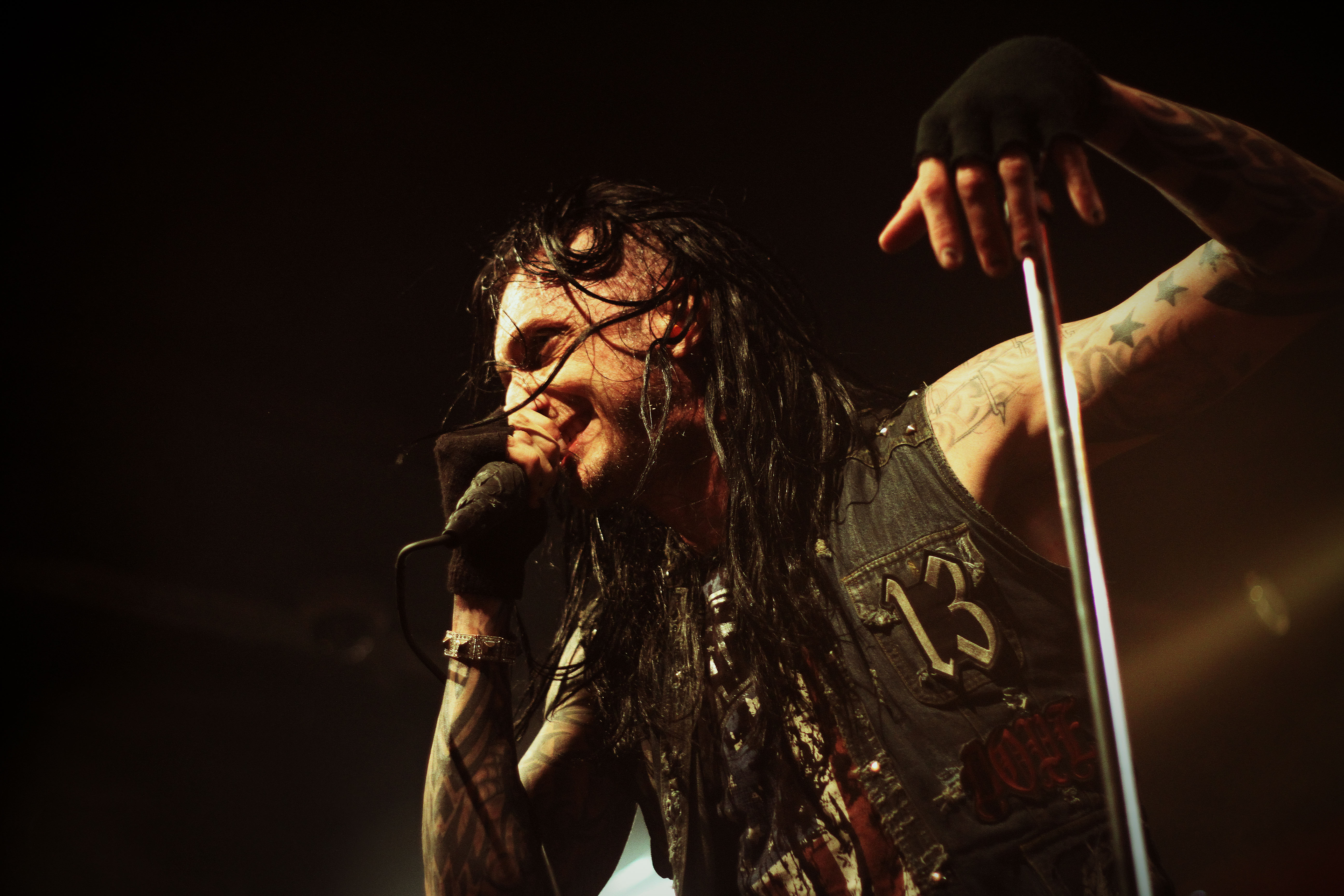
Едсел Доуп

### Поточні члени

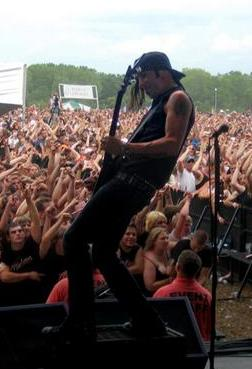
Virus

- Едсел Доуп — вокал, програмування (1997 — дотепер), ритм-гітара (1997—1999, 2002 — дотепер), клавішні (2002 — дотепер)
- Вірус — соло-гітара, бек-вокал (2000—2013, 2015—2017, 2018-по теперішній час), клавішні (2002—2013, 2015—2017, 2018-по теперішній час)
- Ейсі Слейд — бас-гітара (1998—1999, 2015—2017, 2018-по теперішній час), ритм-гітара (1999—2002, вибрані концерти 2023), бек-вокал (1998—2002, 2015—2017, 2018-по теперішній час)
- Даніель Фокс — ударні (2004—2005, 2013—2015, 2017, 2019 — дотепер), бас-гітара (вибрані концерти 2019, вибрані концерти 2023)

### Колишні Учасники

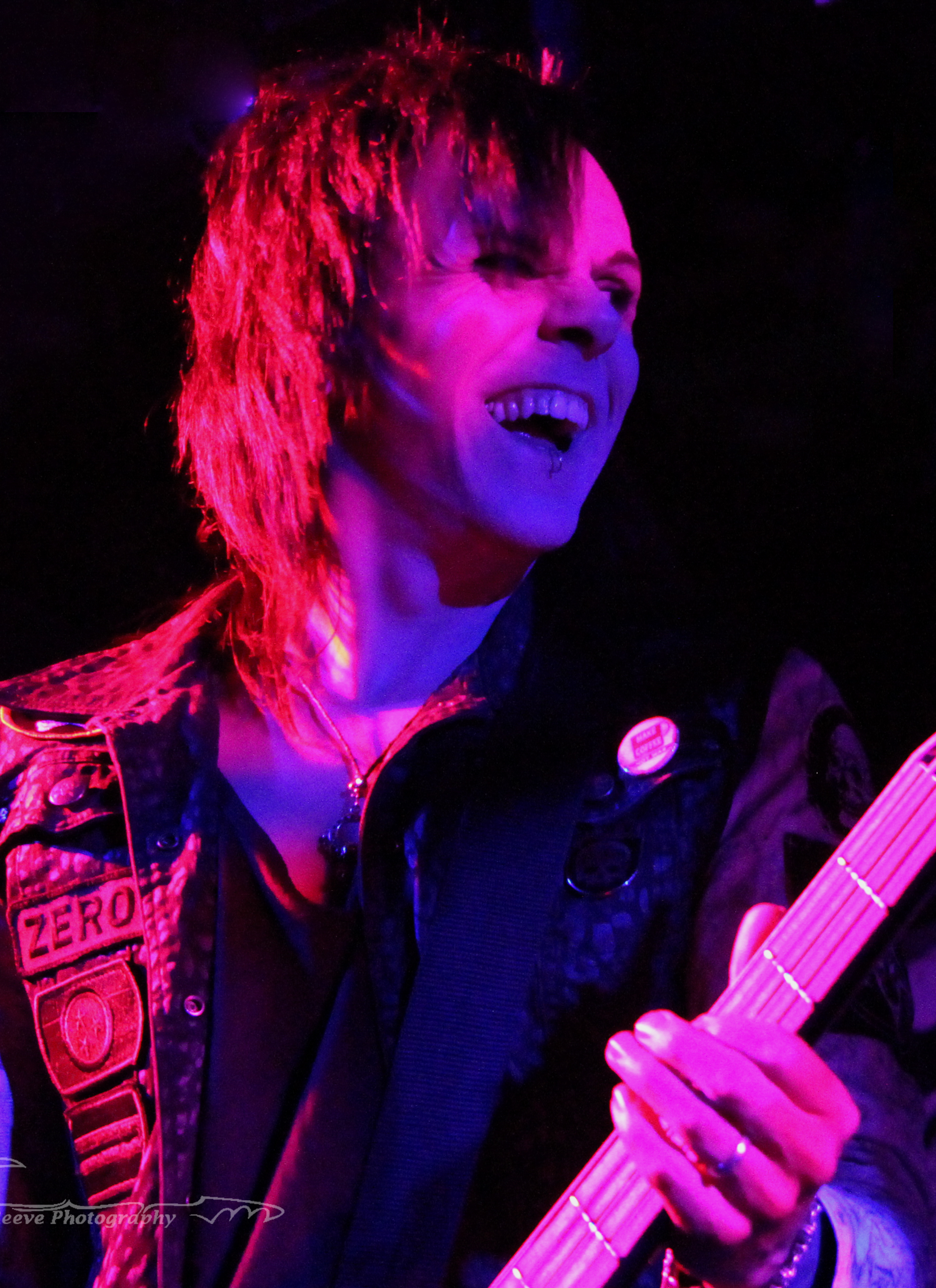
Ейсі Слейд

- Слоан «Мозі» Джентрі — соло-гітара (1997—1998), бас (1999—2004)
- Тріпп Айзен — бас (1997—1998), соло-гітара (1998—2000)
- Престон Неш — ударні (1997—2000)
- Саймон Доуп — клавішні, програмування, перкусія (1997—2002)
- Адріан Ост — ударні (2000—2001)
- Racci «Sketchy» Shay — ударні (2001—2004, 2015—2017), бас-гітара (2004—2006)
- Бен «Упир» Грейвс — ударні (2005—2006) (помер у 2018 році)
- Брікс Мілнер — бас (2004—2007)
- Angel Bartolotta — drums (2006—2013)
- Деррік «Тріпп» Тріббетт — бас, бек-вокал (2007—2013), клавішні (вибрані концерти 2017)
- Ейсі СлейдJerms Genske — бас, бек-вокал (2013—2015, 2017—2018), соло-гітара (вибрані концерти 2015)
- Кріс Ворнер — ударні (2017—2019, вибрані шоу 2019, вибрані шоу 2023)
- Nikk Dibs — соло-гітара (2013—2015, 2017—2018), бас (2017, 2022 вибрані концерти), клавішні, бек-вокал (2013—2015, 2017—2018)

## Дискографія
Студійні Альбоми
- Felons and Revolutionaries (1999)
- Life (2001)
- Group Therapy (2003)
- American Apathy (2005)
- No Regrets (2009)
- Blood Money Part 1 (2016)
- Blood Money Part Zer0 (2023)